# Ерофеева, Нелли Николаевна
Нелли Николаевна Ерофеева (род. 2 марта 1983, Уфа) — российская спортсменка (лёгкая атлетика). Чемпионка (2005; 2-кратная, 2009), серебряный (2-кратный, 2005) и бронзовый (2005, 2009) призёр Сурдлимпийских игр в беге на 800 и 1500 м, эстафете 4×100 и 4×400 м. Чемп. мира (3-кратная, 2008), Европы (2007) и России (2007—10), серебряный призёр чемпионатов Европы (2-кратный, 2007; 3-кратный, 2008) в беге на 800 и 1500 м, эстафете 4×400 м. Член сборной команды России (с 2004). Заслуженный мастер спорта России (2005) по лёгкой атлетике.
Окончила Уральскую академию физической культуры (2005). Воспитанница спортивного клуба им. Н. Ф. Гастелло (тренер В. С. Иванова). Инструктор Спортивного клуба имени Н.Гастелло ОАО УМПО.
Награждена орденом Дружбы (2007), медалью ордена «За заслуги перед Отечеством».